# Mazé-Milon
Mazé-Milon es una comuna nueva francesa situada en el departamento de Maine y Loira, de la región de Países del Loira.

## Historia
Fue creada el 1 de enero de 2016, en aplicación de una resolución del prefecto de Maine y Loira de 18 de diciembre de 2015 con la unión de las comunas de Fontaine-Milon y Mazé, pasando a estar el ayuntamiento en la antigua comuna de Fontaine-Milon.

## Demografía
| Gráfica de evolución demográfica de Mazé-Milon entre 1800 y 2013 |
|                                                                  |

Los datos entre 1800 y 2013 son el resultado de sumar los parciales de las dos comunas que forman la nueva comuna de Mazé-Milon, cuyos datos se han cogido de 1800 a 1999, para las comunas de Fontaine-Milon y Mazé de la página francesa EHESS/Cassini. Los demás datos se han cogido de la página del INSEE.

## Composición
| Comuna delegada | Código INSEE | Población (2013) | Superficie (km²) | Densidad (hab./km²) |
| --------------- | ------------ | ---------------- | ---------------- | ------------------- |
| Fontaine-Milon  | 49139        | 588              | 8.46             | 70                  |
| Mazé            | 49194        | 4990             | 33.33            | 150                 |